# Dexlansoprazol
Dexlansoprazolul este un medicament antiulceros, un inhibitor al pompei de protoni, fiind utilizat pentru scăderea producției acide gastrice în boala de reflux gastro-esofagian. Eficacitatea sa este similară cu cea a altor inhibitori de pompă de protoni. Calea de administrare disponibilă este cea orală.
Este izomerul (R)-(+) al lansoprazolului.
Molecula a fost aprobată pentru uz medical în Statele Unite ale Americii în anul 2009.

## Utilizări medicale
Dexlansoprazolul este utilizat în tratamentul pe termen scurt al pirozisului și regurgitației acide asociate cu boala de reflux gastro-esofagian (BRGE).